# شرکت کوکاکولا
شرکت کوکاکولا (به انگلیسی: The Coca-Cola Company) شرکت صنایع غذایی چندملیتی آمریکایی است، که تمرکز اصلی آن بر توسعهٔ فناوری، تولید، بازاریابی و پخش نوشیدنی‌های غیرالکلی معطوف می‌باشد. دفتر مرکزی این شرکت در شهر آتلانتا واقع در ایالت جورجیا قرار دارد.
شناخته‌شده‌ترین محصول این شرکت نوشابه کوکاکولا می‌باشد، که نخستین بار در سال ۱۸۸۶ توسط داروساز آمریکایی جان پمبرتون در کولومبوس، جورجیا ساخته و تولید گردید. برند و فرمول تجاری محصول کوکاکولا در سال ۱۸۸۹ توسط آسا گریگس کندلر خریداری شد. کندلر تا سال ۱۸۹۲ شبکه توزیع محصولات کوکاکولا را راه‌اندازی کرد و در همین سال نیز به‌طور رسمی اقدام به تأسیس شرکت کوکاکولا نمود.
کوکاکولا در سال ۲۰۱۳ در رتبه نخست از فهرست بزرگترین تولیدکنندگان نوشیدنی و مواد غذایی جهان قرار گرفت.
شرکت کوکاکولا مالک برندهای کوکاکولا، فانتا، دسانی، اسپرایت، مینوت مید و کوکاکولا زیرو می‌باشد. بزرگترین سهام‌دار کوکاکولا، شرکت برکشایر هاتاوی است، که مالکیت ۹٫۱٪ درصد از سهام آن را در اختیار دارد. بخشی از سهام شرکت کوکاکولا نیز در بازار بورس نیویورک معامله می‌شود و بخشی از شاخص‌های میانگین صنعتی داو جونز و اس اند پی ۵۰۰ محسوب می‌شود.

## تاریخچه
در ژوئیه ۱۸۸۶، داروساز جان پمبرتون از کلمبوس، جورجیا، نوشیدنی اصلی کوکاکولا را که به عنوان کمک کننده برای تسکین سردرد تبلیغ می‌شود، اختراع کرد تا در داروخانه‌ها به عنوان یک نوشیدنی دارویی به فروش برسد، پمبرتون آزمایش‌های خود را ادامه داد و به هدف او در ماه مه، محصول جدید هنوز نامی ندارد و نه یک نوشیدنی گازدار، برای بازار آماده بود و برای فروش در دسترس قرار گرفت.  کتابدار پمبرتون، فرانک ام. رابینسون، نامگذاری محصول و ایجاد آرم آن است. رابینسون نام کوکاکولا را به دلیل دو ماده اصلی آن (برگ کوکا و آجیل کولا) و به نظر می‌رسد مانند یک کنایه از بین برد. جان پمبرتون استراحت کرده بود و رابینسون را برای ساخت و تبلیغ و همچنین فروش کوکاکولا به تنهایی ترک کرده بود. او با بودجه محدودی که داشت نوشیدنی را تبلیغ کرد و موفق شد.
در سال ۱۸۸۹، آسا گریگس کندلر، تاجر آمریکایی خرید فرمول و مارک تجاری کوکاکولا را از وراث پمبرتون به پایان رساند. در سال ۱۸۹۲، شرکت کوکاکولا رسماً توسط کندلر در آتلانتا تأسیس شد. تا سال ۱۸۹۵، کوکاکولا در هر ایالت اتحادیه فروخته می‌شد. در سال ۱۹۱۹، این شرکت به شرکت اعتماد ارنست وودروف از جورجیا فروخته شد.

## مالکیت
این شرکت سابقه طولانی در خرید دارد. کوکاکولا Minute Maid را در سال ۱۹۶۰ خریداری کرد. در سال۱۹۸۳ استودیوی فیلم کلمبیا پیکچرز را با قیمت ۶۹۲ میلیون دلار خریداری کرد. کلمبیا در سال ۱۹۸۹ به مبلغ ۳ میلیارد دلار به سونی فروخته شد.
این مارک تجاری هندی Thums Up را در سال ۱۹۹۳، و Barq در سال ۱۹۹۵ خریداری کرد. در سال ۱۹۹۹، کوکاکولا ۵۰ درصد از سهام اینکا کولا را به قیمت ۲۰۰ میلیون دلار خریداری کرد و متعاقباً کنترل بازاریابی و تولید خارج از کشور را برای این برند در دست گرفت. در سال ۲۰۰۱، این شرکت با قیمت ۱۸۱ میلیون دلار آب میوه، اسموتی و بار با نام تجاری Odwalla خریداری کرد. این قطعنامه ادوالا در سال ۲۰۲۰ اعلام شد. در سال ۲۰۰۷، شرکت Fuze Beverage را از بنیانگذار لنس کالینز و Castanea Partners با مبلغ تقریبی ۲۵۰ میلیون دلار خریداری کرد.
پیشنهاد این شرکت در سال ۲۰۰۹ برای خرید سازنده آب میوه چینی Huiyuan Juice Group هنگامی پایان یافت که چین پیشنهاد ۲٫۴ میلیارد دلاری خود را رد کرد، به این دلیل که شرکت در نتیجه انحصار مجازی است. همچنین تصور می‌شد ملی‌گرایی دلیل بر سقوط این معامله است.
در سال ۲۰۱۱، سهام باقی مانده در Honest Tea را به‌دست آورد، زیرا ۴۰ درصد سهام آن را به قیمت ۴۳ میلیون دلار خریداری کرد. در سال ۲۰۱۳، خرید ZICO، یک شرکت تولید آب نارگیل را نهایی کرد. در اوت ۲۰۱۴، این شرکت ۱۶٫۷٪ (اکنون ۱۹٫۳۶٪ به دلیل خرید سهام) سهام Monster Beverage به مبلغ ۲٫۱۵ میلیارد دلار با گزینه افزایش آن به ۲۵٪، به عنوان بخشی از یک همکاری استراتژیک بلند مدت شامل بازاریابی و پخش، اتحاد و مبادله خط تولید. در سال ۲۰۱۵، این شرکت در تولیدکننده آب سرد فشرده، Suja Life LLC دارای سهام اقلیت بود. در دسامبر ۲۰۱۶، بسیاری از عملیات پیشین سبمیلر کوکاکولا را خریداری کرد. شرکت کوکاکولا ۶۸٫۳ درصد سهام بطری‌های کوکاکولا آفریقا را در اختیار دارد. دفتر مرکزی بطری‌های کوکاکولا آفریقا واقع در بندر الیزابت آفریقای جنوبی واقع شده‌است.
شرکت کوکاکولا در ۳۰ ژانویه ۲۰۱۶ ۴۰٪ سهام Chi Ltd را به دست آورد. شرکت کوکا کولا ۶۰٪ باقی مانده سهام Chi Ltd را در تاریخ ۳۰ ژانویه ۲۰۱۹ به دست آورد.
در سال ۲۰۱۷، شرکت کوکاکولا مارک آب گازدار مکزیکی Topo Chico را خریداری کرد.
در ۳۱ اوت ۲۰۱۸، توافق کرد که Costa Coffee را از ویتبرد به مبلغ ۳٫۹ میلیارد پوند خریداری کند. این خرید در ۳ ژانویه ۲۰۱۹ بسته شد. [۲۸] در طی اوت ۲۰۱۸، شرکت کوکاکولا با مبلغی نامشخص موکسی را خریداری کرد. در تاریخ ۱۴ اوت ۲۰۱۸، شرکت کوکاکولا اعلام کرد که علاقه کمی به Body Armour دارد. در ۱۹ سپتامبر ۲۰۱۸، شرکت کوکاکولا شرکت ارگانیک و خام تجارت Pty Ltd را تولیدکننده MOJO Kombucha در Willunga، استرالیا کرد.
در ۵ اکتبر ۲۰۱۸، شرکت کوکاکولا ۲۲٫۵٪ از سهام MADE Group را از ۳ بنیانگذار شرکت به دست آورد. لوک مارگت، مت دنیس و برد ویلسون. شرکت کوکاکولا ۳۰٫۸٪ سهام Coca-Cola Amatil با مسئولیت محدود را در اختیار دارد، بنابراین شرکت Coca-Cola 6.93% سهام دیگر در MADE Group را از طریق سهام مالکیت خود در Coca-Cola Amatil Ltd دارد.

## درآمد و فروش
بر اساس گزارش سالانه شرکت کوکاکولا در سال ۲۰۰۵، آن سال در بیش از ۲۰۰ کشور جهان محصولات نوشیدنی فروخته بود. گزارش سال ۲۰۰۵ بیشتر بیان می‌دارد که از بیش از ۵۰ میلیارد وعده نوشیدنی از انواع مصرف شده در سراسر جهان، روزانه نوشیدنی‌هایی که دارای علائم تجاری متعلق به کوکاکولا هستند یا مجوز آن را دارند تقریباً ۱٫۵ میلیارد دلار است. از این میان، نوشیدنی‌هایی با مارک تجاری «کوکاکولا» یا «کک» تقریباً ۷۸٪ از کل فروش گالن شرکت را تشکیل می‌دهند.
در سال ۲۰۱۰، اعلام شد که کوکاکولا به اولین مارکی تبدیل شده‌است که از فروش ۱ میلیارد پوندی سالانه مواد غذایی انگلیس برخوردار است. در سال ۲۰۱۷، فروش کوکاکولا به دلیل تغییر ذائقه مصرف‌کننده از نوشیدنی‌های شیرین، ۱۱٪ نسبت به سال قبل کاهش داشت.
| سال  | درآمد میلیون دلار | Net income میلیون دلار | قیمت هر سهم دلار | تعداد کارمندان |
| ---- | ----------------- | ---------------------- | ---------------- | -------------- |
| 2000 | ۱۷٬۳۵۴            | ۲٬۱۷۷                  | ۱۷٫۱۱            |                |
| 2001 | ۱۷٬۵۴۵            | ۳٬۹۶۹                  | ۱۵٫۲۴            |                |
| 2002 | ۱۹٬۳۹۴            | ۳٬۰۵۰                  | ۱۵٫۸۲            |                |
| 2003 | ۲۰٬۸۵۷            | ۴٬۳۴۷                  | ۱۴٫۲۸            |                |
| 2004 | ۲۱٬۷۴۲            | ۴٬۸۴۷                  | ۱۵٫۳۴            |                |
| 2005 | ۲۳٬۱۰۴            | ۴٬۸۷۲                  | ۱۴٫۴۷            |                |
| 2006 | ۲۴٬۰۸۸            | ۵٬۰۸۰                  | ۱۵٫۲۶            |                |
| 2007 | ۲۸٬۸۵۷            | ۵٬۹۸۱                  | ۱۹٫۲۴            | ۹۰٬۵۰۰         |
| 2008 | ۳۱٬۹۴۴            | ۵٬۸۰۷                  | ۱۹٫۷۱            | ۹۲٬۴۰۰         |
| 2009 | ۳۰٬۹۹۰            | ۶٬۸۲۴                  | ۱۸٫۴۹            | ۹۲٬۸۰۰         |
| 2010 | ۳۵٬۱۱۹            | ۱۱٬۷۸۷                 | ۲۲٫۱۲            | ۱۳۹٬۶۰۰        |
| 2011 | ۴۶٬۵۴۲            | ۸٬۵۸۴                  | ۲۶٫۸۴            | ۱۴۶٬۲۰۰        |
| 2012 | ۴۸٬۰۱۷            | ۹٬۰۱۹                  | ۳۰٫۷۰            | ۱۵۰٬۹۰۰        |
| 2013 | ۴۶٬۸۵۴            | ۸٬۵۸۴                  | ۳۳٫۷۸            | ۱۳۰٬۶۰۰        |
| 2014 | ۴۵٬۹۹۸            | ۷٬۰۹۸                  | ۳۵٫۸۲            | ۱۲۹٬۲۰۰        |
| 2015 | ۴۴٬۲۹۴            | ۷٬۳۵۱                  | ۳۷٫۲۹            | ۱۲۳٬۲۰۰        |
| 2016 | ۴۱٬۸۶۳            | ۶٬۵۲۷                  | ۴۰٫۶۳            | ۱۰۰٬۳۰۰        |
| 2017 | ۳۵٬۴۱۰            | ۱٬۲۴۸                  | ۴۲٫۸۰            | ۶۱٬۸۰۰         |

## سهام

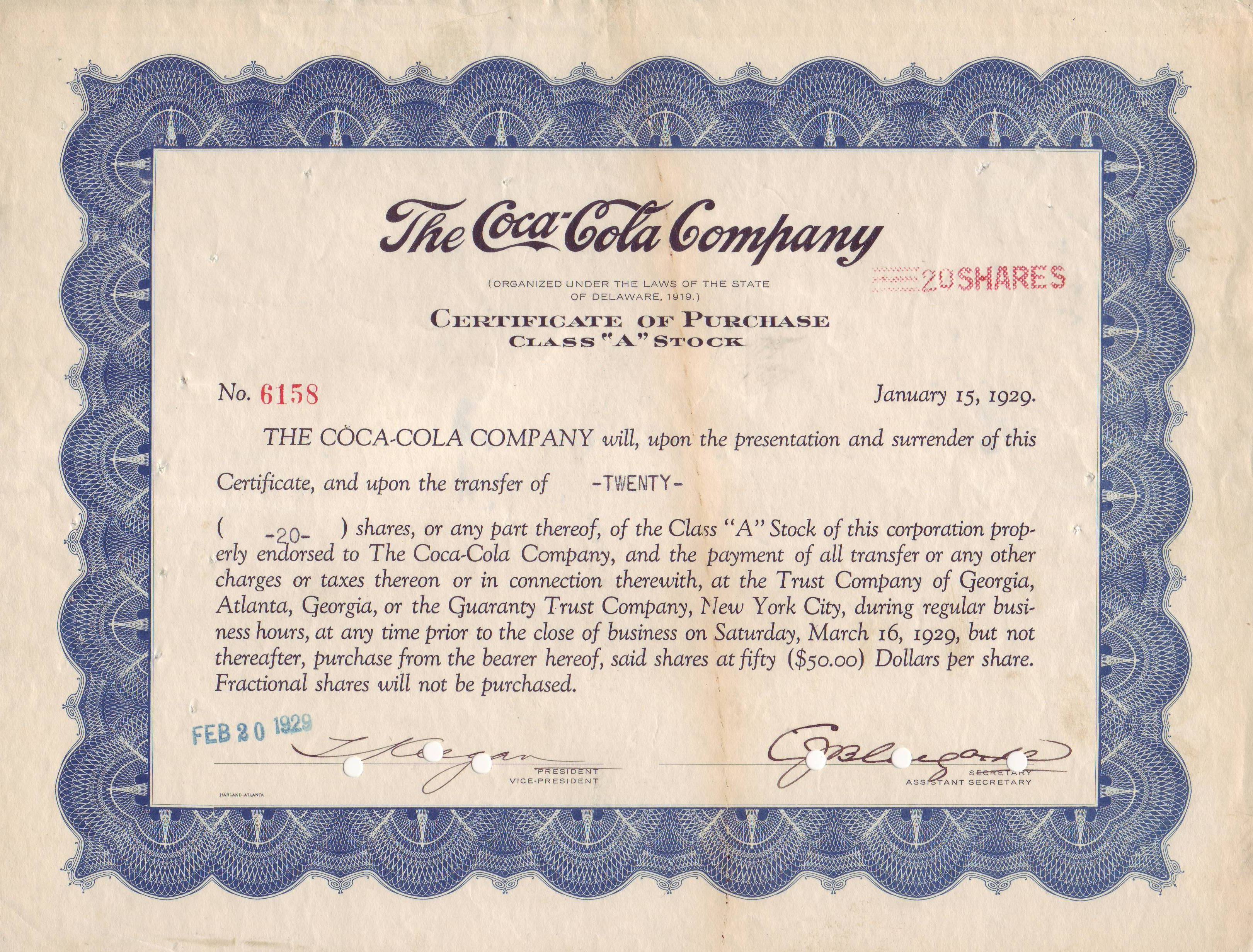
قراردادی مربوط به کوکاکولا

از سال ۱۹۱۹، کوکاکولا یک شرکت تجاری عمومی است.  سهام آن در بورس اوراق بهادار نیویورک با نماد "KO" ذکر شده‌است. [۵۰] یک سهم از سهام خریداری شده در سال ۱۹۱۹ به مبلغ ۴۰ دلار با سرمایه‌گذاری مجدد سود سهام، در سال ۲۰۱۲ به ۹٫۸ میلیون دلار می‌رسید که ۱۰٫۷ درصد افزایش سالانه برای تورم است. سان‌تراست بانک ۱۰۰٬۰۰۰ دلار برای پذیرش پیشنهاد عمومی کوکا کولا در سال ۱۹۱۹ دریافت کرد. بانک این سهام را در سال ۲۰۱۲ به بیش از ۲ میلیارد دلار فروخت. در سال ۱۹۸۷، کوکاکولا بار دیگر به یکی از ۳۰ سهام تشکیل دهنده میانگین صنعتی داو جونز تبدیل شد که معمولاً به عنوان پروکسی عملکرد بازار سهام شناخته می‌شود. قبلاً از سال ۱۹۳۲ تا ۱۹۳۵ سهام داو بوده‌است. کوکا کولا از سال ۱۹۲۰ سود سهام پرداخت کرده و از سال ۲۰۱۹، هر سال آن را برای ۵۷ سال به‌طور مستقیم افزایش داده‌است.

## بطری‌ها

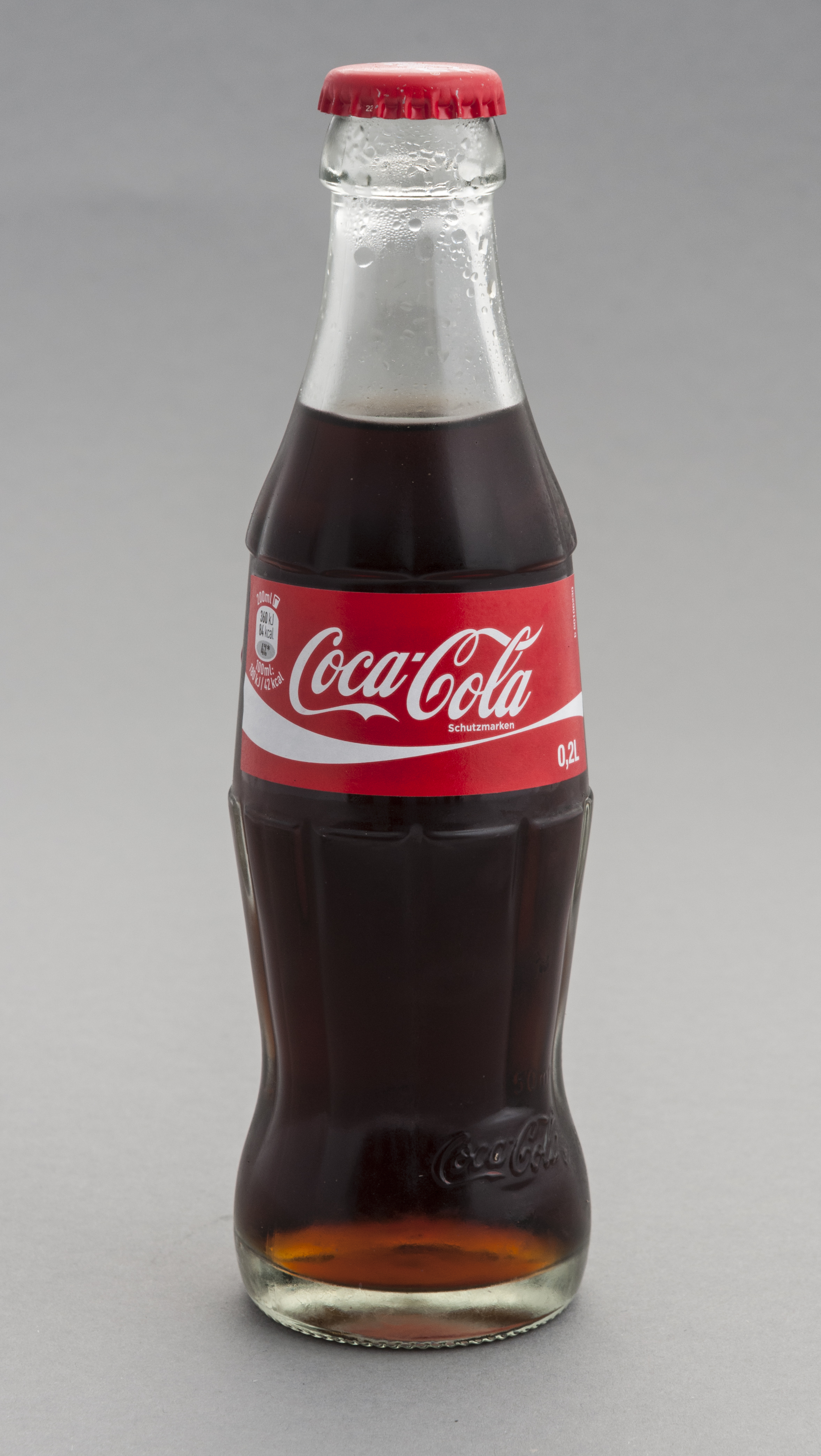
بطری کوکاکولا

به‌طور کلی، شرکت کوکاکولا و شرکت‌های تابعه آن فقط کنسانتره شربت تولید می‌کنند که سپس به بطری‌های مختلف در سراسر جهان که دارای حق رای دادن محلی کوکاکولا هستند، فروخته می‌شود. بطری‌های کوکاکولا، که قراردادهای انحصاری قلمرو با این شرکت دارند، محصول نهایی را در قوطی و بطری از کنسانتره، در ترکیب با آب فیلتر شده و شیرین کننده‌ها تولید می‌کنند. سپس بطری‌ها محصول کوکاکولای حاصل را به فروشگاه‌های خرده فروشی، ماشین‌های فروش، رستوران‌ها و توزیع کنندگان خدمات غذایی می‌فروشند، توزیع می‌کنند و کالا را به فروش می‌رسانند. در خارج از ایالات متحده، این بطری‌ها تجارت چشمه را نیز کنترل می‌کنند.
از اوایل دهه ۱۹۸۰، این شرکت فعالانه ادغام بطری‌ها را تشویق می‌کند، شرکت اغلب صاحب سهمی از این «بطری‌های لنگر» است.

## تولید پلاستیک و ضایعات
شرکت کوکاکولا بزرگترین تولیدکننده زباله‌های پلاستیکی در جهان است، برای سه سال متوالی بیش از ۳ میلیون تن بسته‌بندی پلاستیکی هر ساله از جمله ۱۱۰ میلیارد بطری پلاستیکی تولید می‌کند. رئیس اجرایی جهانی این شرکت اعتراف کرد که کوکاکولا قصد ندارد استفاده از بطری‌های پلاستیکی را کاهش دهد؛ در واقع، این شرکت «تلاش بی سر و صدا» را برای کاهش مقدار زباله‌های پلاستیکی ایجاد شده، تا حدی با مخالفت با بطری انجام داده‌است قانون لایحه. رئیس پایداری Bea Perez گفته‌است که آنها به استفاده از پلاستیک ادامه خواهند داد و ادعا می‌کند «مشتریانی که آنها را دوست دارند زیرا آنها از بین می‌روند و سبک هستند».

## انتقادات
از اوایل دهه ۲۰۰۰ ، انتقادات در مورد استفاده از محصولات کوکاکولا و همچنین خود این شرکت با نگرانی در مورد اثرات بهداشتی، مسائل زیست‌محیطی، آزمایش حیوانات، شیوه‌های تجارت اقتصادی و مسائل مربوط به کارمندان افزایش یافت. شرکت کوکاکولا در مورد این انتقادات مختلف با پرونده‌های قضایی متعددی روبرو شده‌است.